# Metacnemis
Metacnemis là một chi chuồn chuồn kim thuộc họ Platycnemididae.

## Các loài
Chi này có các loài sau:
- Metacnemis angusta
- Metacnemis valida